# 尤內斯克角龍屬
尤內斯克角龍屬（屬名：Unescoceratops）是角龍亞目恐龍的一屬，屬於纖角龍科，生存於白堊紀晚期的北美洲。

## 發現
正模標本（編號TMP 95.12.6）是一個部分左齒骨，發現於加拿大亞伯達省南部的省立石刻公園，屬於恐龍公園組（Milk River Formation），地質年代約7650萬到7500萬年前，相當於白堊紀晚期的坎潘階晚期。這塊化石很早就被發現，因為不完整，所以多年來難以鑑定。在纖角龍科裡，尤內斯克角龍的齒骨牙齒有獨特特徵。親緣分支分類法研究發現牠們是進階型纖角龍科動物。

## 詞源
在1995年，這些化石已經過初步敘述，但當時沒有被命名。在2012年3月，古生物學家菲力·柯爾（Philip J. Currie）、Michael J. Ryan等人將這些化石完整敘述、命名。模式種是柯式尤內斯克角龍（U. koppelhusae），屬名意為「UNESCO的有角面孔」，UNESCO是聯合國教科文組織的縮寫，這是紀念該組織在自然歷史研究的貢獻；種名是以古生物學家Eva Koppelhus為名。